# Embasaurus
Genre
Espèce
Synonymes
Embasasaurus Carroll, 1987 (lapsus calami)
Embasaurus (signifiant « lézard d'Emba ») est un genre de dinosaures théropodes du Crétacé inférieur retrouvé au Kazakhstan. L'espèce-type, Embasaurus minax, a été nommée et décrite par le paléontologue soviétique Anatoly Riabinin en 1931,. Elle est basée sur deux vertèbres fragmentaires retrouvées dans une strate datée du Berriasien.
Certains auteurs considèrent le genre comme possiblement nomen dubium. Il est classé chez les Tyrannosauroidea par Mortimer et chez les Megalosauridae par George Olshevsky, où il serait lié à Magnosaurus, Megalosaurus et Torvosaurus.